# Salinas da Margarida
Salinas da Margarida là một đô thị thuộc bang Bahia, Brasil. Đô thị này có diện tích 148,327 km², dân số năm 2007 là 11207 người, mật độ 75,6 người/km².